# 雀幕桥遗址
雀幕桥遗址亦作雀墓桥遗址，位于中国浙江省嘉兴南湖区东栅街道（南湖新区）雀墓桥村赵浜自然村、平嘉公路（老07省道）南北两侧，为一处新石器时代聚落遗址，跨崧泽文化、良渚文化和古吴越文化三个时期，距今约4000年。该遗址于1972年公路北侧造桥时发现，其文化层堆积主要位于公路南侧的桑园地内，东西长130米，南北宽60米，面积约7800平方米。1983年初与年底进行了两次抢救性发掘，发现水井14口，墓葬8座，灰坑2个，灰沟1条，出土编号小件400余件，以陶器居多。

## 图集
- 黑陶鬶，饮食器，雀幕桥遗址出土
- 塔形陶壶，礼器，雀幕桥遗址出土